# St. Paul (Missouri)
Pour les articles homonymes, voir Saint Paul.
St. Paul est une ville du comté de Saint Charles, dans le Missouri, aux États-Unis,. Située au centre-nord du comté, elle est incorporée en 1976.

## Démographie
Lors du recensement de 2010, la ville comptait une population de 1 829 habitants. Elle est estimée, en 2017, à 2 195 habitants.

### Source de la traduction
- (en) Cet article est partiellement ou en totalité issu de l’article de Wikipédia en anglais intitulé « St. Paul, Missouri » (voir la liste des auteurs).